# Piercing delle piccole labbra

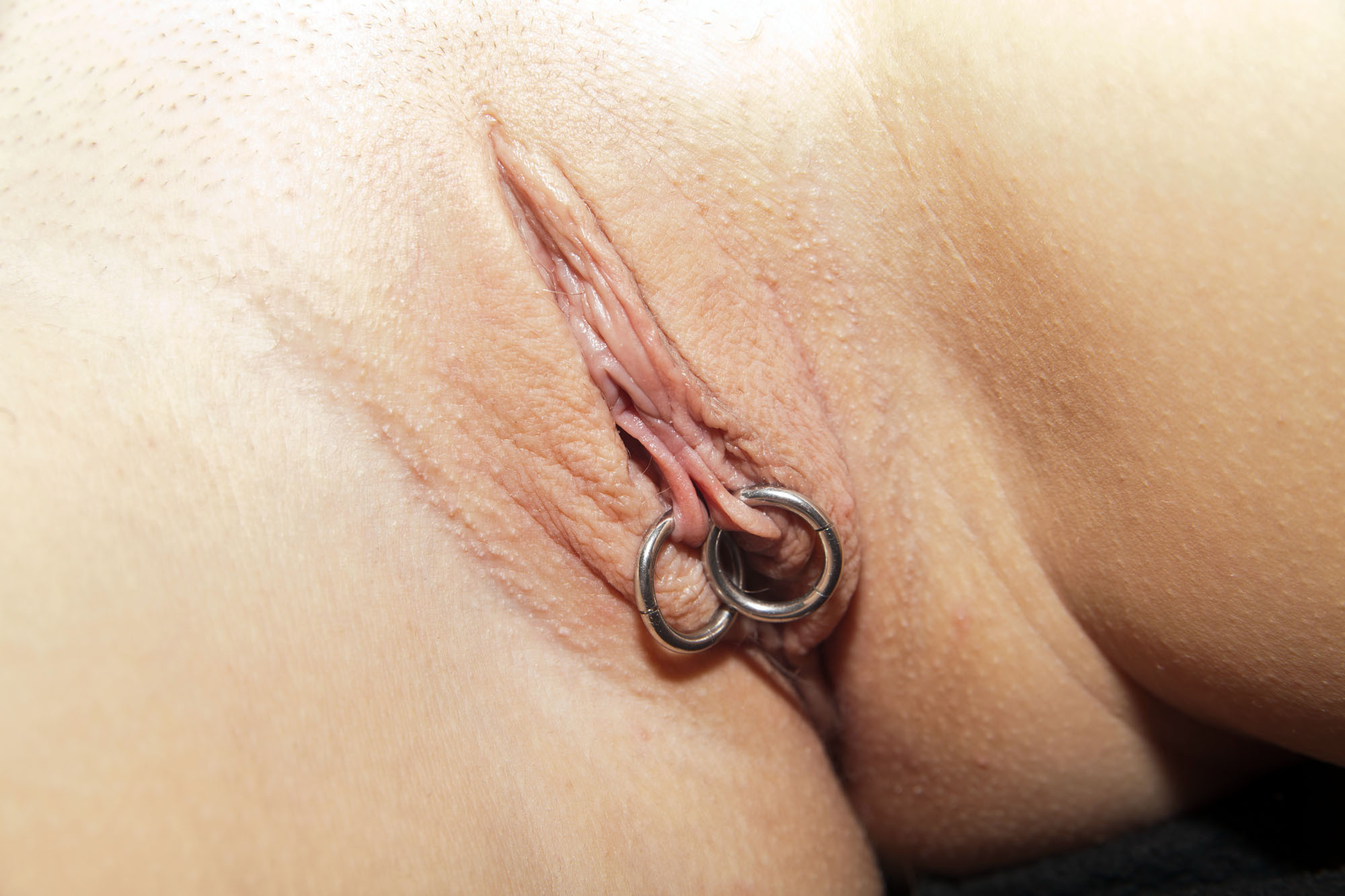
Piercing delle piccole labbra

Il piercing delle piccole labbra (inner labia piercing o labia minora piercing, in inglese) è un tipo di piercing comunemente praticato forando le piccole labbra della vulva da parte a parte e inserendovi un anello o una barretta.

## Storia
Le donne dell'isola di Truk usavano perforarsi le labbra vaginali per inserirvi oggetti che tintinnavano mentre camminavano.
Così come i maschi Daiachi perforano il glande del pene, anche le donne Daiachi sono solite perforare le grandi e le piccole labbra, con delle spine o delle ossa di animale, inserendovi poi dei larghi anelli dello spessore di una matita. Anche il clitoride viene perforato verticalmente assieme al cappuccio del clitoride, inserendo nel foro un piccolo anello d'oro. Talvolta l'anello viene sostituito con un gioiello a forma di fuso, molto doloroso da inserire, che non viene più tolto ed è oggetto di grande orgoglio per le donne Daiachi.
Nella letteratura specialistica, viene fatto spesso riferimento alla pratica, in uso presso le donne indiane di perforarsi sia le piccole che le grandi labbra.